# Corsomyza anceps
Corsomyza anceps är en tvåvingeart som beskrevs av Mario Bezzi 1921. Corsomyza anceps ingår i släktet Corsomyza och familjen svävflugor. Inga underarter finns listade i Catalogue of Life.